# Horse's Neck
Le Horse's Neck (« cou de cheval ») est un cocktail classique qui a vu le jour à la fin du XIXe siècle, et est un highball typique appartenant aux long drinks. Il est préparé à partir de brandy ou cognac et de soda au gingembre (ginger ale).
Très souvent, le bourbon est également utilisé comme spiritueux de base. La boisson doit son nom à une longue spirale de citron finement tranchée, dont l'extrémité dépasse du verre et qui rappellerait ainsi de loin la tête d'un cheval. La International Bartenders Association, qui regroupe les associations de barmen, a inscrit le Horse's Neck dans sa liste des « cocktails officiels ».

## Préparation
Le cocktail est préparé directement dans un verre highball, qui est un gobelet de taille moyenne, et non pas dans un verre à mélange ou un shaker. Selon la taille du verre, il fait de 4-16 cl.